# Hassan Allouba
Hassan Ali Allouba (in arabo حسن علي علوبة‎?; Asyūṭ, ... – 3 gennaio 1959) è stato un calciatore egiziano, di ruolo attaccante.

## Carriera

### Nazionale
Con la nazionale egiziana partecipò ai Giochi olimpici di Anversa.